# Pseudoleon superbus
Pseudoleon superbus is een libellensoort uit de familie van de korenbouten (Libellulidae), onderorde echte libellen (Anisoptera).
De wetenschappelijke naam Pseudoleon superbus is voor het eerst geldig gepubliceerd in 1861 door Hagen.